# Stella Baruk
Pour les articles homonymes, voir Baruk.
Stella Baruk, née en 1932 à Yazd (Iran), est une didacticienne française, spécialiste de la pédagogie des mathématiques, auteur d'ouvrages consacrés à l'enseignement de cette discipline.
Elle a consacré de nombreux livres à la pédagogie de cette matière, dont les plus connus sont Échec et maths et L'Âge du capitaine. Elle y fait l'hypothèse qu'il existe non des malentendus, mais d'« autres entendus » que ceux attendus, liés à des relations complexes entre langage mathématique et langage courant. Ces relations sont en partie recensées, donc connues des enseignants, mais leur pouvoir de produire des significations « étranges » ou inattendues sont pratiquement infinies, et non toujours décelées au sein de la pratique habituelle des enseignants.

## Biographie
Stella Baruk est née en Iran dans une famille juive, son père est originaire de Turquie et sa mère de Palestine. Ils sont tous les deux enseignants dans des écoles de l'Alliance israélite universelle et imprégnés de la culture et de la langue françaises qu'ils enseignent. Sa famille vit en Syrie puis au Liban où elle étudie au lycée français. Elle fréquente ensuite le Centre d'études mathématiques de Beyrouth pendant trois ans.
Elle s'établit en France à la fin des années 1950 et enseigne les mathématiques en collège et lycée privés, puis dans un IMP, où elle est confrontée à l'échec scolaire des élèves qui y sont suivis. C'est à partir de ces expériences qu'elle s'efforce de prendre en considération les difficultés liées à l'enseignement des mathématiques et de développer de nouvelles méthodes d'enseignement.  Invitée à proposer ses analyses au plus fort de la réforme des « maths modernes », son premier ouvrage Échec et maths paraît en 1973. Son retentissement produit de grands changements dans sa vie. Invitée dans la plupart des pays francophones, elle donne des conférences, assure des formations d'enseignants, propose ses méthodes pour l'enseignement des mathématiques à l'école primaire, en France et en Nouvelle Calédonie, écrit des livres de pédagogie des mathématiques, dans une perspective de vulgarisation scientifique. Elle est en 2008 chevalier  de la Légion d’honneur, puis officier, depuis le 30 décembre 2016,.

## Idées principales sur l'enseignement des mathématiques

### Le sens
Depuis Échec et maths, Stella Baruk affirme et ne cesse de démontrer que « il n'y a pas de raison à l'échec en maths, il n'y a que des raisons ». Elle met ainsi en évidence le rôle de l'erreur, qui est un puissant outil d'analyse d'une situation très complexe ; analyse tout à la fois de ce qui a été compris par l'élève à la place de ce que l'on voulait qu'il comprenne, analyse de la spécificité du savoir mathématique, de la façon dont il a été proposé, des relations entre langue ordinaire et langue de savoir. Si ce travail de « débrouillage » se faisait « à chaud », en classe, sans jugement porté sur les aptitudes des élèves, mais dans un souci d'efficacité, d'« aller-retour du sens », l’échec scolaire des élèves pourrait être évité. Sinon, elle estime qu’à force de ne pas avoir élucidé les raisons de leurs erreurs, et de ne plus comprendre ce qu’ils écrivent, ils deviennent des sortes d'« automathes », reproduisant mécaniquement des expressions mathématiques, tout en ayant renoncé à leur attribuer du sens.

### Les erreurs
Pour Stella Baruk, analyser les erreurs des élèves en classe et avec eux est donc d'une importance cruciale, et non un effet de mode ou de volonté de bienveillance. Précieux outil pour l'enseignant, qui découvre de ce fait les ambiguïtés d'une langue que l'on suppose « pure » et qui ne l'est pas, et la nécessité de construire du sens à partir de ce que tout à la fois les élèves savent, et de ce qu'ils ne savent pas. Dans cette perspective, le travail sur l'erreur fait partie intégrante du processus d'appropriation du savoir.
Dans cet esprit, Stella Baruk dénonce l'« obsession de la note » qui le plus souvent tient lieu de motivation au détriment de la possibilité et du plaisir de comprendre, et souhaite que les élèves ne soient pas notés avant le niveau de CE2 (troisième année de l'école primaire française). De même, à quelque niveau que ce soit, toute interrogation sur un nouveau « cours », ne devrait dans une première phase pas être notée: ce « retour » apporté par les élèves sur un premier contact avec une notion nouvelle est riche pour l'enseignant de ce qui est passé ou non de son propre travail, et lui permet de réagir en conséquence.  
Elle dénonce également les remarques inutilement blessantes auxquelles sont parfois confrontés les élèves en situation d'échec, qui les incitent selon elle à ne plus exposer leur intelligence, pour ne plus recevoir ces blessures.

### La langue
D'après Stella Baruk, l'une des causes de cette perte de sens en maths est la confusion entre trois langues distinctes : la langue usuelle, la langue académique (dans laquelle sont rédigés les énoncés par exemple) et la langue mathématique elle-même. Dans ses deux Dictionnaires de mathématiques, ces relations sont explicitées, mais il s'en produit sans cesse de nouvelles, qui sont à la fois l'"inconvénient" et la richesse qu'elles apportent dans le domaine de la pensée en général, et mathématique en particulier.

Stella Baruk insiste aussi sur l'enracinement de la numération dans la langue et sur l'importance de la "fonder sur la langue et le sens".  Selon elle, l'apprentissage des mathématiques ne concerne pas seulement la numération, mais en premier lieu l'apprentissage de la lecture des mots mathématiques, et de leur utilisation parlée.  Ainsi, affirme-t-elle par exemple : 

« Les préfixes métriques sont à connaître pour eux-mêmes, dans la succession que leur confère leur signification, kilo, hecto, déca pour les « gros » – grecs – et centi, déci, milli, pour les « petits » – latins – avec, au centre, l'unité à laquelle ils renvoient. J'ai toujours trouvé étonnant de constater que les enfants apprenaient, à part, les multiples et sous-multiples du mètre, ceux du gramme, ceux du litre, sans rien entendre ni de l'identité de ces constructions ni de la manière dont leur désignation révèle leur relation à l'unité… »

### Les nombres
Stella Baruk insiste sur la nécessité de distinguer dès le CP les différents rôles que jouent les nombres, en particulier ceux qui dénombrent des objets - des nombres-de - ou ceux qui sont des « idées » (des idéalités). Distinction qui est très féconde dans les problèmes, et qui évite les tentations de compter ensemble des pommes et des euros, ou des poules et des mètres. Elle marque son opposition à l'égard de certaines situations-problèmes proposées aux élèves de l'école primaire, par exemple l'utilisation de la monnaie comme support d'activités, qui sont des conceptions adultes le plus souvent étrangères aux enfants.
Dans un article de blog paru le 28 septembre 2018, elle critique précisément la grande opération d’évaluation imposée à un plus de un million et demi d’enfants des classes de  CP et  CE1. Pour ce qui concerne les mathématiques, Stella Baruk relève notamment de graves contradictions dans les consignes (« s’ils ne savent pas “ce n’est pas grave” (2, 5, 6, 7, 8) ;  mais s’ils savent “un petit peu” il leur est conseillé de répondre, même s’ils ne sont pas “très sûrs” (2, 5, 7, 8). Faudrait savoir. Si ce n’est pas grave, que fait-on là ? Et pourquoi répondre si on n’est pas sûr ? »), des inepties dans les énoncés (« La condition de sens essentielle pour l’addition – et la soustraction – étant de disposer d’“objets” de même nature, aucun des comptages proposés ici n’ont de sens. »), etc. Déplorant que la démarche d’ensemble relève surtout d’une « culture de la vitesse, du rendement », elle conclut qu’« avec les meilleures intentions du monde, le petit sujet connaissant qui entre en classe aujourd’hui a toute chance d’être regardé par l’institution scolaire comme un “sujet neurocognitif” qui, plutôt qu’un apprentissage, subira un entraînement, sur le mode sportif de la recherche de performance. »

## Œuvre

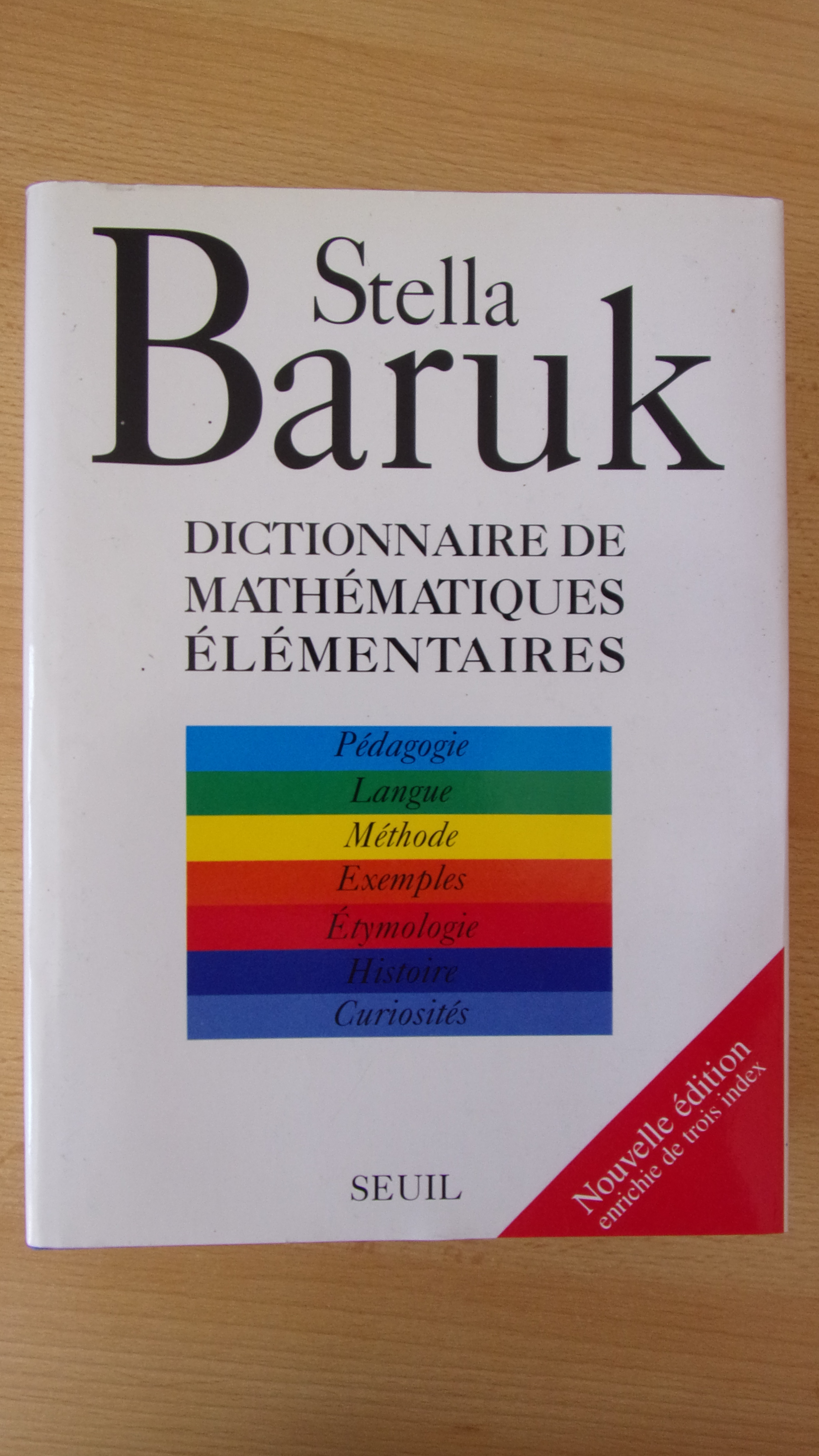
Dictionnaire de mathématiques élémentaires (1992).

- Échec et maths, Seuil, 1973  (ISBN 9782020028301)
- Normalité et enseignement des mathématiques (Université de Provence, 1977)
- Fabrice ou l'école des mathématiques, Seuil, 1977  (ISBN 9782020226868)
- L'Âge du capitaine - de l'erreur en mathématiques, Seuil, 1985  (ISBN 9782020183017)
- Dictionnaire de mathématiques élémentaires, Seuil, 1992  (ISBN 9782020123341)
- C’est-à-dire, en mathématiques ou ailleurs, Seuil, 1993  (ISBN 9782020199902)
- Comptes pour petits et grands
  - vol. 1, Pour un apprentissage du nombre et de la numération fondé sur la langue et le sens, Magnard, 1997  (ISBN 9782210719897)
  - vol. 2, Pour un apprentissage des opérations, des calculs, et des problèmes, fondé sur la langue et le sens, Magnard, 2003  (ISBN 9782210719903)
- (Coauteur : Michel Mendès France) Doubles jeux : fantaisies sur des mots mathématiques par 40 auteurs, Seuil, 2000  (ISBN 9782020402811)
- Si 7 = 0 - Quelles mathématiques pour l'école ?, Odile Jacob, 2004  (ISBN 9782738113764)
- (Coauteurs : Robert Kaplan, Aline Berthomé) À propos de rien : une histoire du zéro, Dunod, 2004  (ISBN 9782100485291)
- Naître en français, Gallimard, 2006 - texte autobiographique  (ISBN 9782070776399)
- Dico de Mathématiques (collège et CM2), Seuil, 2008  (ISBN 9782020574013)
- Pour une intelligence du nombre (Seuil, à paraître)
- Mes premières mathématiques avec Némo et Mila CP, Magnard, 2012  (ISBN 9782210557000)
- Nombres à compter et à raconter, Seuil, 2014  (ISBN 9782021126648)
- Les chiffres ? Même pas peur !, Puf, 2016  (ISBN 9782130733515)

## Décoration
- Officier de la Légion d'honneur. Elle est promue officier par décret du 30 décembre 2016[10]. Elle était chevalier du 2 décembre 2008.

### Filmographie
- « Stella Baruk, il n'y a pas de troubles en mathématiques, il n'y a que des enfants troublés », sur sanchoetcompagnie.fr, documentaire de Camille Guichard produit par Bix Films, le GroupeGalactica et TLSP en 2010.